# Ajmal Ahmady

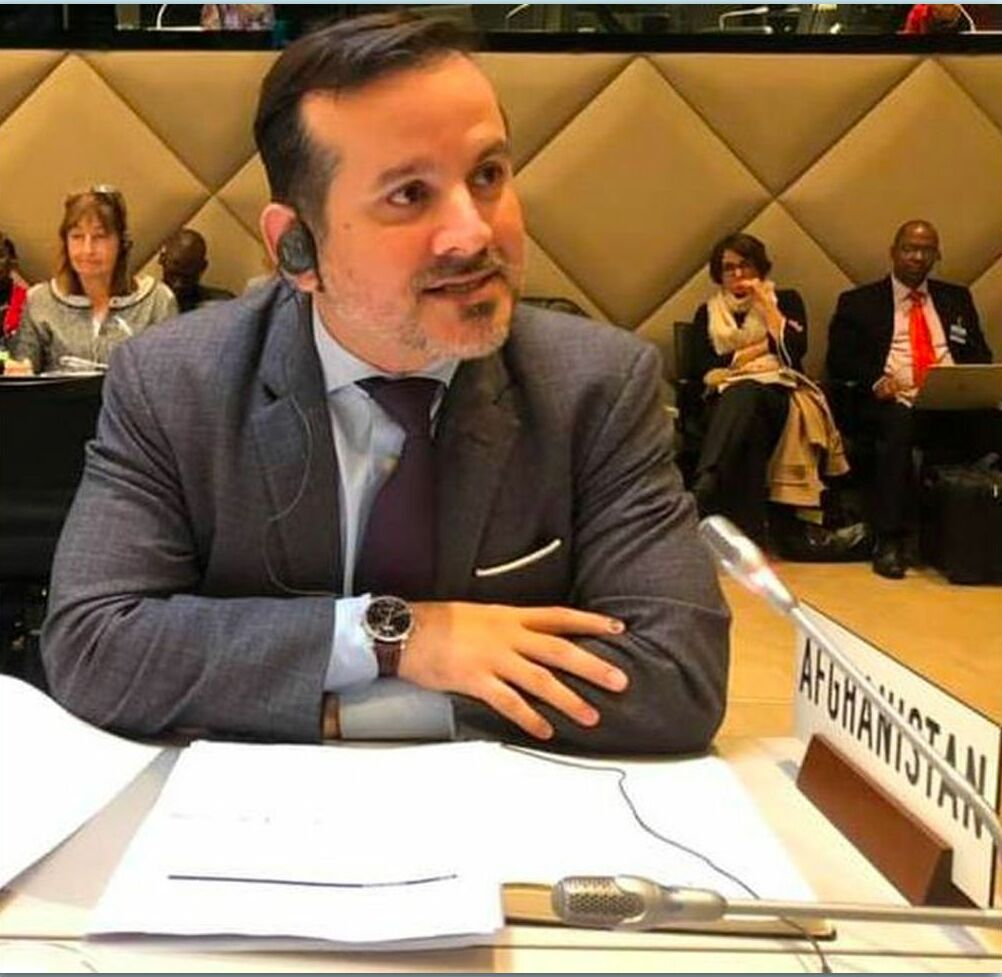
Ajmal Ahmady

Ajmal Ahmady (* 18. April 1978 in Ghazni, Afghanistan) ist ein afghanischer Diplomat und Politiker. Er war bis 15. August 2021 amtierender Gouverneur der Zentralbank Afghanistans. Zuvor war er Minister für Handel und Industrie in Afghanistan.

## Frühes Leben
Ajmal Ahmady wurde in einer religiösen Familie in der afghanischen Provinz Ghazni geboren. Der Name seines Vaters ist Abdul Ahad und der seines Großvaters Syed Ahmad. Seine Grund- und Sekundarschulausbildung erhielt er in der Stadt Ghazni. Danach wuchs er in den Vereinigten Staaten auf und wurde eingebürgerter US-Bürger.
Er hat einen MBA-Abschluss der Harvard Business School, einen Master of Economics and Public Administration der Harvard Kennedy School und einen Bachelor-Abschluss in Mathematik und Wirtschaft der University of California, Los Angeles.

## Karriere

### Privatwirtschaft und Diplomatie
Ahmady war acht Jahre lang in der Vermögensverwaltungsbranche tätig und investierte in globale Makro- und Schwellenmärkte. Er arbeitete auch für Booz Allen Hamilton, die Weltbank, eine EM-Private-Equity-Gruppe, das US-Finanzministerium und das afghanische Finanzministerium.

### Leitender Wirtschaftsberater
Nach der Bildung einer Regierung der Nationalen Einheit war Ahmady vom 30. Januar 2014 bis 6. Februar 2019 als leitender Berater für Bank- und Finanzangelegenheiten von Präsident Ashraf Ghani tätig. In dieser Position setzte sich Ahmady für die Verbesserung der Rahmenbedingungen für Unternehmen ein und leitete die Bemühungen um eine Wirtschaftsreform, die unter anderem Änderungen der afghanischen Handelsgesetze, des Kommunalrechts, des Insolvenzrechts, des Gesetzes über die beschränkte Haftung, des Mineraliengesetzes und des Kohlenwasserstoffgesetzes umfasste.

### Minister für Handel und Industrie
Danach war Ahmady vom 6. Februar 2019 bis 3. Juni 2020 als amtierender Minister für Industrie und Handel in Afghanistan tätig. Er strukturierte das Direktorat für Industrieparks um, unterzeichnete trilaterale Vereinbarungen mit dem Stromversorger DABS und der Industrie- und Bergbaukammer und stellte mehr Mittel für die Entwicklung neuer Industrieparks bereit.
Ahmady war maßgeblich an der Schaffung des afghanischen Nationalen Luftkorridorprogramms beteiligt, das nun jährlich 100 Mio. USD in mehr als 50 Märkte in der ganzen Welt exportiert, sowie an der Neuverhandlung einer Reihe von Transitabkommen, die dazu beitragen sollen, die Transitkosten für Händler zu senken. Zum ersten Mal in der Geschichte des Landes wurden im Jahr 2020 Exporte in Höhe von 1 Mrd. USD ermöglicht.

### Gouverneur der Da Afghanistan Bank
Mit Präsidialdekret 544 vom 3. Juni 2020 wurde Ahmady von Ghani zum Gouverneur der Zentralbank Afghanistans, der Da Afghanistan Bank, ernannt, die alle Bankgeschäfte und den Umgang mit Geld in Afghanistan regelt. Während er auf die Bestätigung durch das afghanische Parlament wartete, trat Ahmady bereits als amtierender Gouverneur in die Da Afghanistan Bank ein. Etwas mehr als drei Wochen nach seiner Ernennung wurden fast alle hochrangigen Beamten der Zentralbank unterhalb des Gouverneurs wegen angeblicher Korruption suspendiert oder entlassen.
Im Dezember 2020 verlor Ajmal Ahmady eine Vertrauensabstimmung der Wolesi Jirga, dem Unterhaus des afghanischen Zwei-Kammern-Parlaments. Dennoch blieb Ahmady amtierender Leiter der Zentralbank. Zuvor hatte Ahmady bereits sechs Monate lang als amtierender Leiter der Zentralbank gearbeitet. Nach der afghanischen Verfassung darf keine Person länger als zwei Monate als kommissarischer Leiter tätig sein.
Nach dem Zusammenbruch der Regierung Ghani floh Ahmady aus Afghanistan. Seit dem 15. August 2021 gilt er nicht mehr als amtierender Zentralbank-Beamter. Am 23. August 2021 erklärte Taliban-Sprecher Zabihullah Mudschahid, dass Hadschi Mohammad Idris zum neuen Gouverneur der Da Afghanistan Bank ernannt worden sei.
Ahmady wird der Korruption bezichtigt. Er hat 60 Leute eingestellt und Gehälter verteilt, die über dem Durchschnitt lagen.

## Persönliches Leben
Ahmady ist Muslim. Seine Muttersprache ist Englisch, und er spricht etwas Dari. Er gehört wie Präsident Ghani der mehrheitlich paschtunischen Volksgruppe an, und das in einem Land, in dem dies nach wie vor ein wichtiger Faktor ist. Ahmady wird von einigen auch als enger Verbündeter Ghanis angesehen, da er mit dessen Nichte verlobt war.
Ahmady wird von der Siavash Familie beschuldigt, die Untersuchung von dem Mord an Yama Siavash zu behindern, indem er die Vernichtung von Videomaterial zu der Ermordung befehlen ließ.